# Racing Club de France
Racing Club de France (RCF) – francuski wielosekcyjny klub sportowy założony w 1882 roku.

## Historia
Racing Club de France został założony 20 kwietnia 1882. Pierwsze obiekty sportowe klubu mieściły się w Lasku Bulońskim. Na należącym do niego stadionie Croix-Catelan przeprowadzono niektóre konkurencje lekkoatletyczne podczas igrzysk olimpijskich 1900. W 1982, w setną rocznicę utworzenia Międzynarodowy Komitet Olimpijski nadał klubowi Puchar Olimpijski przyznawany organizacjom zasłużonym w rozwijaniu olimpizmu.

## Sekcje sportowe
W swojej historii klub posiada lub posiadał sekcje sportowe w dyscyplinach sportu takich jak:
- golf
- hokej na trawie
- badminton
- piłka siatkowa
- pływanie
- narciarstwo
- rugby (Racing 92 – klub rugby union powstały w 2001 roku poprzez połączenie sekcji RCF i US Métro.)
- tenis ziemny
- strzelectwo
- lekkoatletyka
- judo
- boks
- piłka wodna
- szermierka
- piłka nożna (Racing Club de France Football – klub powstały na bazie sekcji piłkarskiej.)

## Medaliści olimpijscy
Poniżej wymieniono sportowców, którzy jako zawodnicy Racing Club de France zdobywali medale igrzysk olimpijskich.

1896
- Albin Lermusiaux

1900
- Michel Théato
- Vladimir Aïtoff
- Léon Binoche
- Jean Collas
- Charles Gondouin
- Victor Lardanchet
- Hubert Lefèbvre
- Frantz Reichel
- Émile Sarrade
- Henri Deloge
- Henri Tauzin
- Max Décugis

1908
- Louis Bonniot de Fleurac

1912
- André Gobert
- Maurice Germot
- Marguerite Broquedis
- Pierre Failliot

1920
- Max Décugis
- François Borde
- André Chilo
- René Crabos
- Géo André

1924
- Jacques Brugnon
- Louis Béguet
- André Béhotéguy
- Étienne Piquiral
- Jean Borotra

1948
- Marcel Desprets
- Alain Mimoun
- Lucien Rebuffic

1952
- Adrien Rommel
- Alain Mimoun
- Mady Moreau
- Aldo Eminente

1956
- Alain Mimoun

1964
- Christine Caron
- Jean-Claude Magnan
- Claude Piquemal
- Jocelyn Delecour
- Jacques Guittet

1968
- Gilles Berolatti
- Jean-Claude Magnan
- Jocelyn Delecour
- Jacques Guittet

1972
- Jean-Paul Coche
- Christian Noël
- Jean-Claude Magnan
- Gilles Berolatti

1976
- Véronique Trinquet
- Christian Noël
- Didier Flament

1980
- Angelo Parisi
- Didier Flament

1984
- Pierre Quinon
- Olivier Lenglet
- Philippe Delrieu
- Angelo Parisi
- Thierry Vigneron
- Laurence Modaine
- Pascale Trinquet
- Pascal Jolyot
- Patrick Groc
- Michel Nowak
- Michèle Chardonnet

1988
- Ingrid Berghmans
- Peter Seisenbacher
- Brigitte Deydier
- Amadou Dia Ba
- Bruno Carabetta
- Gilles Quénéhervé

1992 (zimowe)
- Michaël Prüfer

1992 (letnie)
- Philippe Omnès
- Jean-François Lamour
- Franck Ducheix
- Pierre Guichot
- Bertrand Damaisin
- Stéphan Caron